# 竹貫村
竹貫村（たかぬきむら）は福島県東白川郡にかつて存在した村である。

## 地理
現在の古殿町の西部に位置する。
村域は阿武隈高地に位置し、山がちな地形である。

## 歴史

### 村域の変遷
- 1889年（明治22年）4月1日 - 町村制の施行により、東白川郡鎌田村、田口村、竹貫村及び仙石村を廃し、その区域をもって東白川郡竹貫村を設置する。
- 1955年（昭和30年）3月31日 - 東白川郡宮本村及び竹貫村を廃し、その区域をもって東白川郡古殿村を設置する。

変遷表
| 1868年 以前 | 1868年 以前 | 明治22年 4月1日 | 昭和30年 3月31日 | 昭和32年 4月1日 | 平成6年 4月1日      | 平成6年 4月1日 | 現在   |
| ----------- | ----------- | --------------- | ---------------- | --------------- | ------------------- | -------------- | ------ |
|             | 鎌田村      | 竹貫村          | 古殿村           | 町制            | 石川郡 の区域とする | 古殿町         | 古殿町 |
|             | 田口村      | 竹貫村          | 古殿村           | 町制            | 石川郡 の区域とする | 古殿町         | 古殿町 |
|             | 竹貫村      | 竹貫村          | 古殿村           | 町制            | 石川郡 の区域とする | 古殿町         | 古殿町 |
|             | 仙石村      | 竹貫村          | 古殿村           | 町制            | 石川郡 の区域とする | 古殿町         | 古殿町 |

## 大字
- 鎌田（かまた）
- 田口（たぐち）
- 竹貫（たかぬき）
- 仙石（せんごく）

## 人口・世帯

### 人口
総数 [単位： 人]
| 1891年（明治24年） | 1,898 |
| 1920年（大正 9年） | 2,503 |
| 1947年（昭和22年） | 3,474 |

### 世帯
総数 [単位： 世帯]
| 1920年（大正 9年） | 448 |
| 1947年（昭和22年） | 569 |